# Pseudophasma flavipes
Pseudophasma flavipes är en insektsart som först beskrevs av Lucien Chopard 1911.  Pseudophasma flavipes ingår i släktet Pseudophasma och familjen Pseudophasmatidae. Inga underarter finns listade i Catalogue of Life.